# سايون
سايون هي إحدى شركات صناعة السيارات، تم إنشاء الشركة من قِبل شركة تويوتا للسيارات عام 2003م بهدف جذب فئة الشباب في الولايات المتحدة الأمريكية. غالبية سيارات سايون ذات دفع أمامي.
و للشركة حالياً خمس طرازات إنتاج وهم: إكس بي (xB)، تي سي (tC) وإكس دي (xD)، اف ار- اس (FR-S)، أي كيو (IQ)
كان أول ظهور لها في معرض نيو يورك للسيارات عام 2002م حيث قدمت ثلاث سيارات اختبارية، ثم ظهرت بسيارات إنتاجها في معرض لوس أنجلوس للسيارات في يناير عام 2003م.
في 2016 قررت تويوتا إغلاق سايون بعد تدهور المبينة من ما ادا إلى إلغاء الطراز.